# Промысел Шубаркудук
Промысел Шубаркудук (каз. Шұбарқұдық кәсіпшілігі) — населённый пункт в Темирском районе Актюбинской области Казахстана. Является административным центром Жаксымайского сельского округа. Код КАТО — 155630700.

## Население
В 1999 году население населённого пункта составляло 1703 человека (845 мужчин и 858 женщин). По данным переписи 2009 года, в населённом пункте проживало 1813 человек (915 мужчин и 898 женщин).